# Dàcia
|  | Per a altres significats, vegeu «Dacia». |

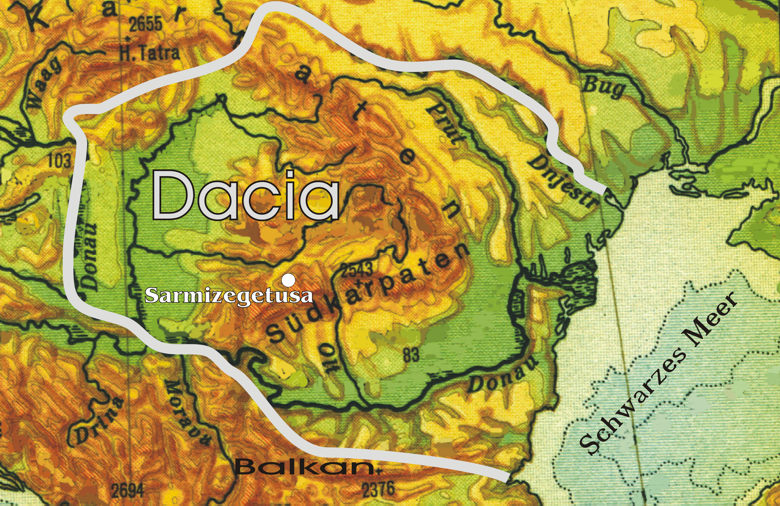
El país dels dacis

A l'antiguitat, especialment a les fonts romanes, la Dàcia era el país de l'Europa centreoriental habitat pels dacis, que els grecs anomenaven getes. Aproximadament, aquesta regió estava delimitada al sud pel riu Danubi (llavors anomenat Istros) o a vegades també per les muntanyes dels Balcans (llavors Hemus), incloent així la regió de Dobrudja, habitada pels getes i on entraren en contacte amb el món grec; a l'est, per la mar Negra (llavors Pontus Euxinus) i pel riu Dnièster (Tyras), tot i que hi havia molts assentaments dacis entre el Dnièster i el riu Bug del Sud; i a l'oest, pel riu Tisza (Tisia), encara que a vegades també s'hi comptaven àrees situades entre aquest riu i el Danubi mitjà. Correspon, per tant, als estats actuals de Romania i Moldàvia i a petites parts dels de Bulgària, Sèrbia, Hongria i Ucraïna.
Entre els anys 82 aC i la conquesta romana del 106 de la nostra era, va existir un regne daci d'extensió variable. La seva capital, Sarmizegethusa, va ser destruïda pels romans però la nova ciutat que aquests van fundar per dirigir la província va prendre en part el seu nom (Ulpia Traiana Augusta Dacica Sarmizegetusa).

## Població

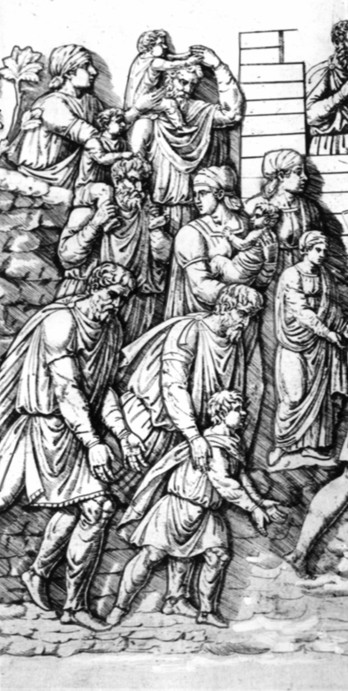
Imatge del poble baix daci, que rebia el nom de "comati"

Estava poblada pels getes o dacis i les tribus tyras i teuriscs, suposadament d'ètnia tràcia. Tucídides diu que ja hi vivien a mitjan segle vi aC, durant l'expedició de Darios I de Pèrsia, i més tard van seguir a Sitalces com a cap de la confederació tribal tràcia dels odrisis.
Els dacis o getes pertanyien a la família il·liriotràcia. Les tribus dàcies tenien relacions pacífiques i bel·licoses amb les dels altres pobles veïns, com els celtes, els antics germànics, els sàrmates i els escites, però van ser molt més influenciades pels antics grecs i romans. Aquests darrers, finalment, van conquistar i assimilar lingüísticament i culturalment els dacis.
La seva població era al voltant de 2.000.000 habitants, estimació donada per les fonts contemporànies sobre els 200.000 efectius reunits en la mobilització total del seu exèrcit. Normalment, el nombre de tropes equival a un 1/10 del total de la població.

## Religió
La religió dels dacis tenia una certa influència de la religió hel·lènica. Així, posseïa tot un panteó de déus que s'identificaven amb algun element del medi natural. Zamolxys era el déu suprem i de tota la terra; era, a més, la divinitat dels vius i dels morts, del món subterrani i de la vida després de la mort. Gebeleizis era el déu del foc, de la guerra i de la pluja, i es pensa que és l'homòleg del déu nòrdic Thor. Derzis era el déu de la salut. Bendis era la deessa del camp, vinculada a la màgia, a l'amor i a la maternitat. Finalment, la deessa Kotys era la reina mare de la mitologia dàcia.

## Període macedoni
Durant l'expedició de Filip II de Macedònia a Tràcia, els tribal·lis ocupaven les regions entre el Danubi i els Balcans. Havien estat desplaçats recentment pels kelts, que probablement eren un poble celta, i ells havien expulsat els getes cap a l'altre costat de riu. Alexandre el Gran, el 335 aC, va trobar els getes a l'altre costat de l'Ister, amb uns deu mil guerrers i quatre mil cavallers. Alexandre va travessar el riu de nit i per sorpresa, va derrotar els getes i va conquerir la seva capital.

## Lisímac de Tràcia
El 292 aC, Lisímac de Tràcia, en una guerra agressiva contra els getes, va entrar fins al cor del país, però a les planes de Besaràbia se li va tallar la retirada i es va haver de rendir. Lisímac va conservar la vida i la llibertat per la generositat del rei Dromíketes, que va obtenir un botí important del saqueig del campament grec i del rescat dels presoners (en els anys 1545 i 1566 es van trobar dipòsits de monedes a Thorda).

## Celtes
Durant la invasió dels gals (celtes), els getes van estar en guerra amb ells, però van ser derrotats i milers de getes venuts com a esclaus a Atenes (en aquesta època es documenten molts esclaus amb els noms de Geta o Dacus o Davus). Després, sembla que els getes desapareixen i sorgeixen els dacis.

## Regnat de Burebista

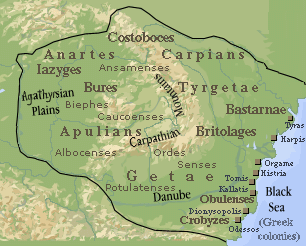
El regne de la Dàcia a l'època de Burebista (82 aC)

Si és clar perquè van passar de dir-se getes a dir-se dacis. Estrabó diu que eren dos pobles diferents i que els getes vivien a la vora de l'Euxí i els dacis a la part occidental, a les fonts de l'Ister. Al segle i aC, els romans anomenaven la regió Dàcia i tot fa pensar en un sol poble en què la tribu de dacis havia assolit l'hegemonia i la dels getes l'havia perdut.
Tanmateix, el príncep nadiu Burebista, contemporani de Juli Cèsar, és anomenat rei dels getes. Aquest rei va travessar l'Ister, va atacar els bois i els tauriscis i els va exterminar, i els getes van causar espant als romans. El 10 aC August va enviar Lentul contra ells, que llavors estaven dirigits per Cotis o Cotiso. Els romans sembla que van avançar per la vall del Maros, però l'expedició no va tenir resultats.

## Getes, dacis i romans
En aquest període, els dacis es van enfrontar sovint amb els romans sense resultats decisius per cap de les dues parts, fins que els dacis, sota el rei Decèbal, van derrotar l'emperador Domicià i el van obligar a negociar la pau en condicions desfavorables, inclòs el pagament d'un tribut anual a Dàcia (vegeu Decèbal).
Els romans van preparar la venjança, que va dur a terme Trajà: l'any 101 va sortir de Roma, va passar per Pannònia, va travessar el Theiss i va seguir el riu Maros fins a Transsilvània. La primera gran batalla amb els dacis es va lliurar prop de Thorda, en un lloc que encara ara s'anomena Prat de Trajà (Pratum Trajani). Decèbal va poder renegociar les condicions de la pau el 104, però va esdevenir tributari de Roma, i una guarnició romana es va establir a la seva capital, Sarmizegethusa, dirigida per Longinus. Trajà va prendre el títol de "Dàcic".

## Decèbal
Decèbal va utilitzar la pau per rearmar-se. Va atacar els iazigs, que eren aliats dels romans, va rebre desertors romans i, finalment, va arrestar Longinus i va fer saber que no l'alliberaria fins a l'evacuació romana del país i la compensació per les despeses militars. Longinus es va enverinar i el senat romà va declarar la guerra a Decèbal.
Durant aquesta segona guerra dàcia (105), Trajà va travessar el Danubi pel lloc anomenat Portes de Ferro, on va fer construir el cèlebre pont flotant (iniciat vers el 103), i va adreçar una part de l'exèrcit cap a Aluta, mentre ell mateix dirigia la resta per la vall de l'Orsova i marxava directament contra la capital de Decèbal, Sarmizegethusa, que els dacis no van poder defensar i van incendiar abans de fugir a les muntanyes. Decèbal i altres nobles es van suïcidar per evitar caure en poder dels romans (segons altres versions, fou capturat, i altres encara afirmen que va escapar i finalment va ser atrapat i mort). Trajà va entrar a la capital el 106.

## Conquesta romana
La Dàcia va esdevenir província romana l'any 107 (anomenada Dàcia Trajana o simplement Dàcia), amb uns límits definits: a l'oest, el riu Tysia (Thissa), que separava el país del de Iazigs metanastes; al nord, les muntanyes dels Carpats; a l'est, l'Hierasus fins a la confluència amb l'Ister; i al sud quedava separada de Mèsia pel Danubi.

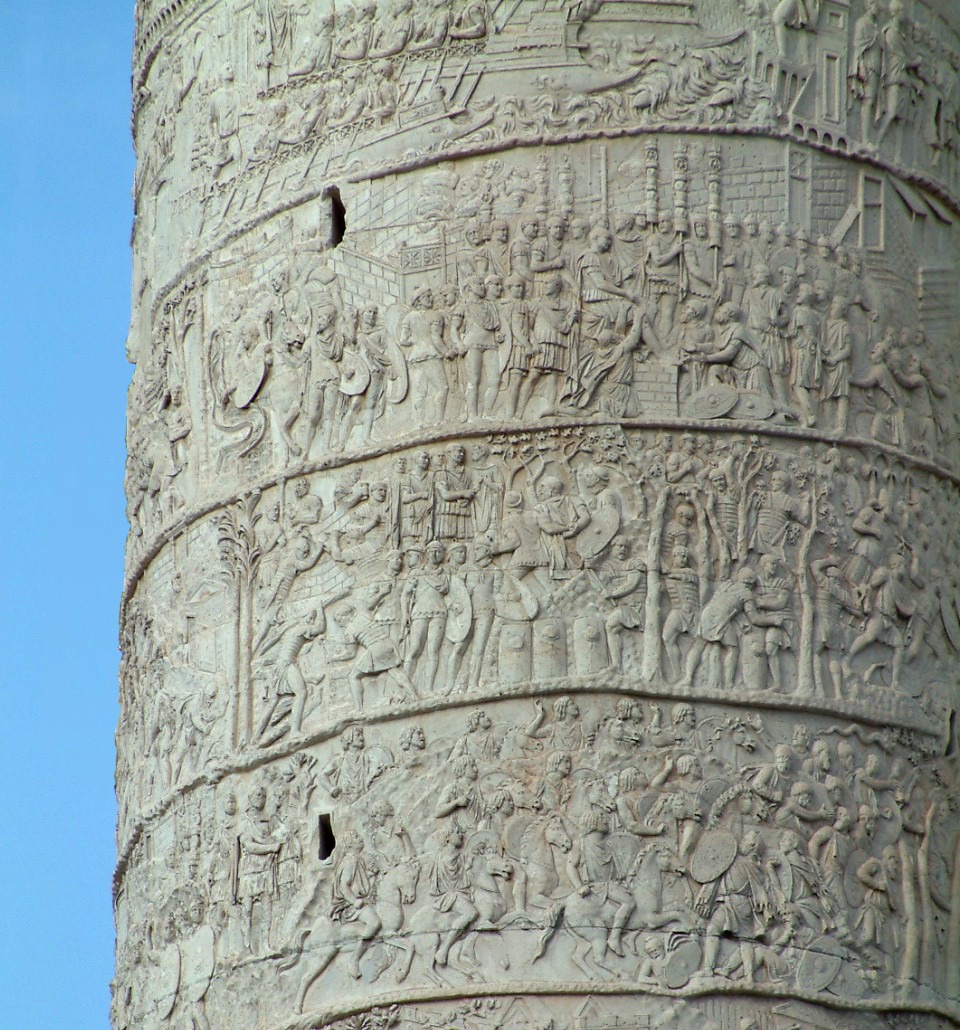
Relleus de la Columna de Trajà

El pont construït a les Portes de Ferro assegurava la comunicació amb les terres del sud, però fou destruït per ordre d'Aurelià el 271 per prevenir les incursions dels bàrbars a Tràcia. També es van construir calçades, fonamentalment tres, connectades amb la via Trajana, que passava al sud de Danubi. El 108 es va fundar la nova capital de la província romana, amb el nom d'Ulpia Traiana Augusta Dacica Sarmizegetusa, prop de l'antiga capital dels dacis.

## Província romana
La província de la Dàcia fou poblada amb romans de moltes procedències (la llegenda diu que Trajà va fer matar tots els habitants masculins del país, però se sap que a moltes regions encara hi vivien dacis durant l'ocupació romana). La nova província era consular i era administrada per llegats. Dues legions van ser estacionades al país.
El 129 els romans van decidir fraccionar-la en dues parts, anomenades Dàcia Inferior i Dàcia Superior. Marc Aureli (161-180) la va dividir en tres províncies, anomenades respectivament Dàcia Porolissensis (per la ciutat de Porolissum), Dàcia Apulensis (per la ciutat d'Apulum) i Dàcia Malvensis (per la ciutat -desconeguda- de Malva), amb una capital i una assemblea comunes, però cadascuna amb el seu procurador, subordinat a un governador de rang consular (procònsol).
Entre el 180 i el 190 el governador Sabinianus va aconseguir la llibertat de dotze mil esclaus dacis de tot l'imperi i els va restablir a terres del país d'on havien sortit els seus avis o besavis cent anys abans.

La Dàcia romana

La Dàcia va romandre en possessió de Roma fins al regnat d'Aurelià (270 - 275), que el 270 va ordenar la retirada a l'altre costat del Danubi, deixant la Dàcia als gots. Els colons romans foren reinstal·lats al sud del riu, entre l'alta i la baixa Mèsia, en un districte conegut com a Dàcia Aureliana, que després es va dividir en dues províncies: la Dàcia Ripensis (a la riba del Danubi, amb capital a Ratiaria) i la Dàcia Mediterrània (amb capital a Sàrdica), les quals, juntament amb tres províncies més van formar la diòcesi de la Dàcia.
Les relacions comercials entre els dos costats del riu van continuar i la llengua llatina va continuar subsistint al nord. Encara que la difusió del cristianisme va afavorir els contactes i la continuïtat cultural, sota els gots la civilització romana i, en particular, la vida urbana, van desaparèixer. Ulpia Traiana Sarmizegetusa, abans una ciutat romana amb tots els elements habituals (teatre, banys, fòrum), ja estava deshabitada el 279.

## La Dàcia després dels romans

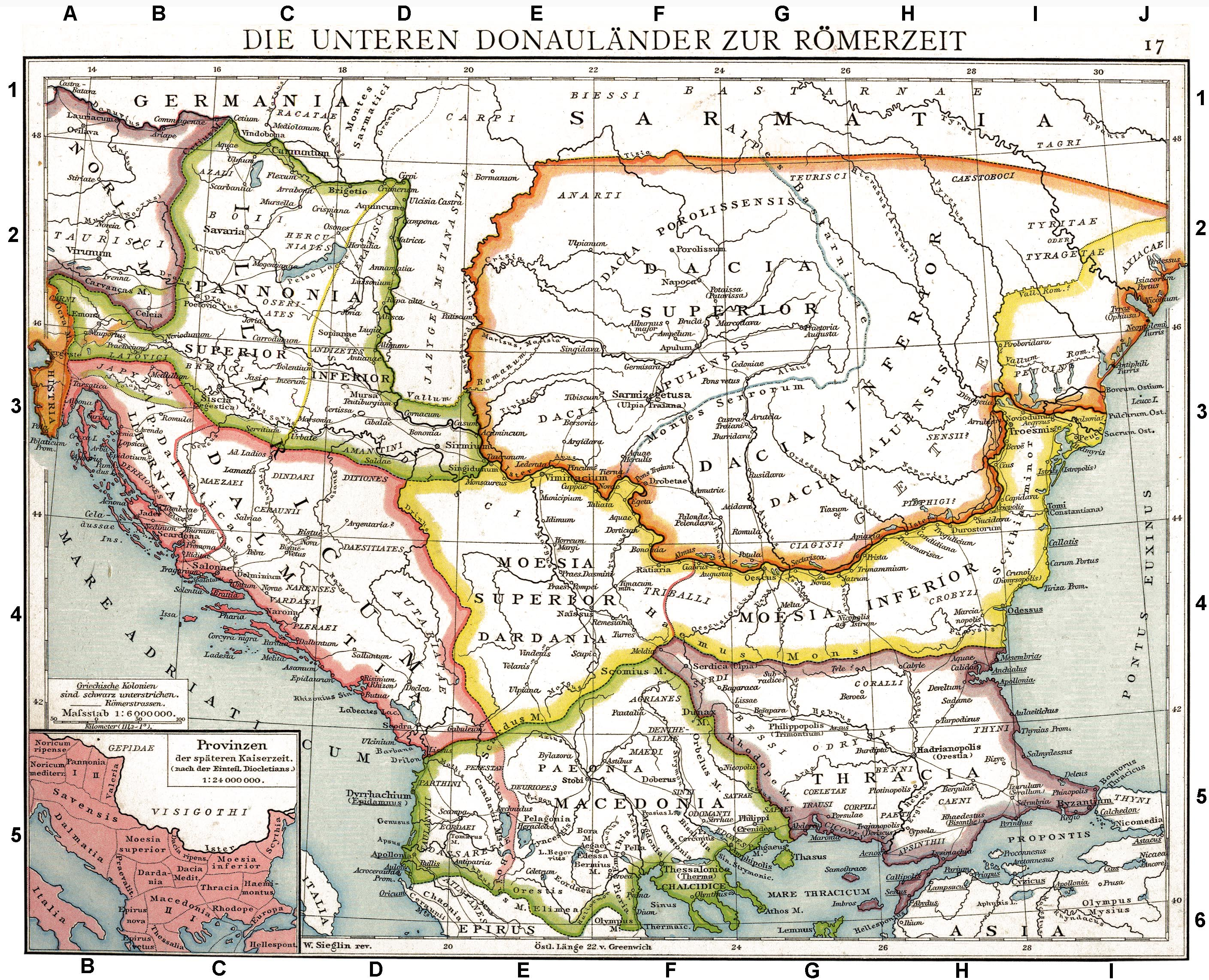
Mapa de la Dàcia i de la regió dels Balcans, 1886

Victufals, taifals i teruings són les tribus esmentades per haver posseït l'abandonada província romana de Dàcia el 350. Les evidències arqueològiques suggereixen que els gèpides s'estaven disputant Transsilvània amb taifals i teruings. Els taifals, ja independents de Gothia. es feren federats dels romans, de qui obtenien el dret per instal·lar-se en Oltènia.
El 376 la regió fou conquerida pels huns, que la van mantenir fins a la mort d'Àtila el 453. El poble dels gèpides, dirigit per Ardaric, va erigir-hi el seu regne, que va subsistir fins que el 566 fou destruït pels llombards. Aquests van abandonar el país aviat i hi van arribar els àvars (segona meitat del segle vi), que van dominar la regió durant uns 230 anys, fins que el seu regne fou destruït per Carlemany el 791.
Al mateix temps, hi començaren a arribar eslaus, que s'hi establien pacíficament. Eren considerats la classe baixa i servil i se'ls permetia l'assentament per afavorir la producció agrícola. A poc a poc es van establir arreu i es van fusionar amb altres grups que habitaven la regió, com els celtes, els getes o els mateixos romans.
Destruït el regne àvar, el seu lloc fou ocupat pels magiars (hongaresos), que en el segle ix van entrar a la Dàcia i només hi van trobar camperols eslaus organitzats en clans i sense cap poder central. Aquests eslaus eren els valacs o vlakhs (ells s'anomenaven rumunii) i eren una barreja de pobles (celtes, getes, dacis i eslaus) romanitzats que havien estat vivint a les muntanyes o a llocs allunyats però amb predomini dels eslaus. El segle x els valacs ja eren sotmesos a Hongria.
El 976 el príncep búlgar David va ser assassinat per un valac. Bulgària va caure en poder de l'Imperi Romà d'Orient el 1019 i els valacs van passar a ser aliats dels romans d'Orient i van servir al seu exèrcit, però durant el segle xi les incursions dels petxenegs o patzinak (finalment establerts al nord-est de Bulgària) van provocar l'emigració de molts valacs i sobretot dels dacoromans del sud del Danubi. Les guerres amb Hongria i les incursions dels uzes, una tribu turca, vers el 1100, van afavorir encara més aquesta migració.
Aquests emigrants es van dividir: uns cap a l'oest, on van originar les comunitats aromaneses de Dalmàcia (morlacs, que vol dir ‘valacs negres’) i Ístria (istroromanesos); altres cap al sud, on van originar els aromanesos que viuen avui a Grècia, Bulgària, Macedònia i Albània, països on van originar les branques dels kutzovalacs (Grècia), els aromanesos de Bulgària, els txobans o farserotes a Albània, i els meglenoromanesos. A Sèrbia els aromanesos van originar comunitats de cultura comuna conegudes avui pel nom de tsintsars. Els que van emigrar al nord van originar el dacoromanesos (els romanesos actuals); els macedoromanesos (aromanesos de Romania) són probablement emigrants posteriors.

## Llista de reis de la Dàcia
| - Moskon ? segle iv aC - Dromiketes vers 300 aC - Rubobostes segle iii aC - Oroles ? segle iii aC - Rhemaxos ? vers 200 - Dicomes ? segle ii aC - Rholes ? segle ii aC - Dapyx ? segle ii aC | - Tymarcus vers 100 aC - Guichthlac vers 100-82 aC - Burebista, 82-44 aC - Comosicus 44-28 aC - No registrats 28 aC a 68 dC - Duras 68-87 - Decèbal el Valent 87-106 aC - Annexió a Roma 106 aC, província organitzada 107 aC. |

## Geografia de la Dàcia

### Ciutats de la Dàcia
Llista de les ciutats i fortaleses de la Dàcia a l'antiguitat:
| - Acidava - Acmonia - Ad Aquas - Ad Pannonios - Agnavae - Aluta - Amutria - Angustia - Apula - Arcidava - Arcinna - Arcobadara - Arutela - Azizis - Bersovia - Blandiana - Brucla - Burridava - Caput Bubali - Carsidava - Castra Nova - Castra Trajana - Cedonie - Centum Puteae - Cersie - Comidava | - Docidava - Drubetis - Gaganae - Germizera - Hydata (Hudata) - Langiana - Lizizis - Marcodava - Maros Vasarheli - Masclianae - Mehadia (Ad Mediam) - Napoca - Nentidava - Optatiana - Paloda - Parolissum - Patavissa - Patridava - Pelendova - Petrodava - Phrateria - Pinum - Pirum - Pons Aluti - Pons Vetus | - Praetoria Augusta - Praetorium - Rhamidava - Romula - Rucconium - Rusidava - Salinae - Sandava - Sarmizegethusa - Sornum - Stenarum - Thorda - Tiasum - Tierna - Tiriscum - Tiviscum (Temesvar) - Triphulum - Ulpianum - Utidava - Viminàcium - Zeugma - Ziridava - Zurobara - Zusidava |

### Rius de la Dàcia
D'oest a est, els rius afluents del Danubi que irriguen Dàcia, tenien els següents noms a l'antiguitat:
- Tisianus o Tysia, amb els afluents Gerasus o Grissia i Marisus
- Tibiscus
- Gifil
- Alutas
- Hierasus, probablement esmentat per Heròdot amb els noms de Poras o Poretos